# Orthomiscus eridolius
Orthomiscus eridolius är en stekelart som beskrevs av Dmitriy R. Kasparyan 1990. Orthomiscus eridolius ingår i släktet Orthomiscus och familjen brokparasitsteklar. Inga underarter finns listade i Catalogue of Life.